# Кокошник (архітектура)

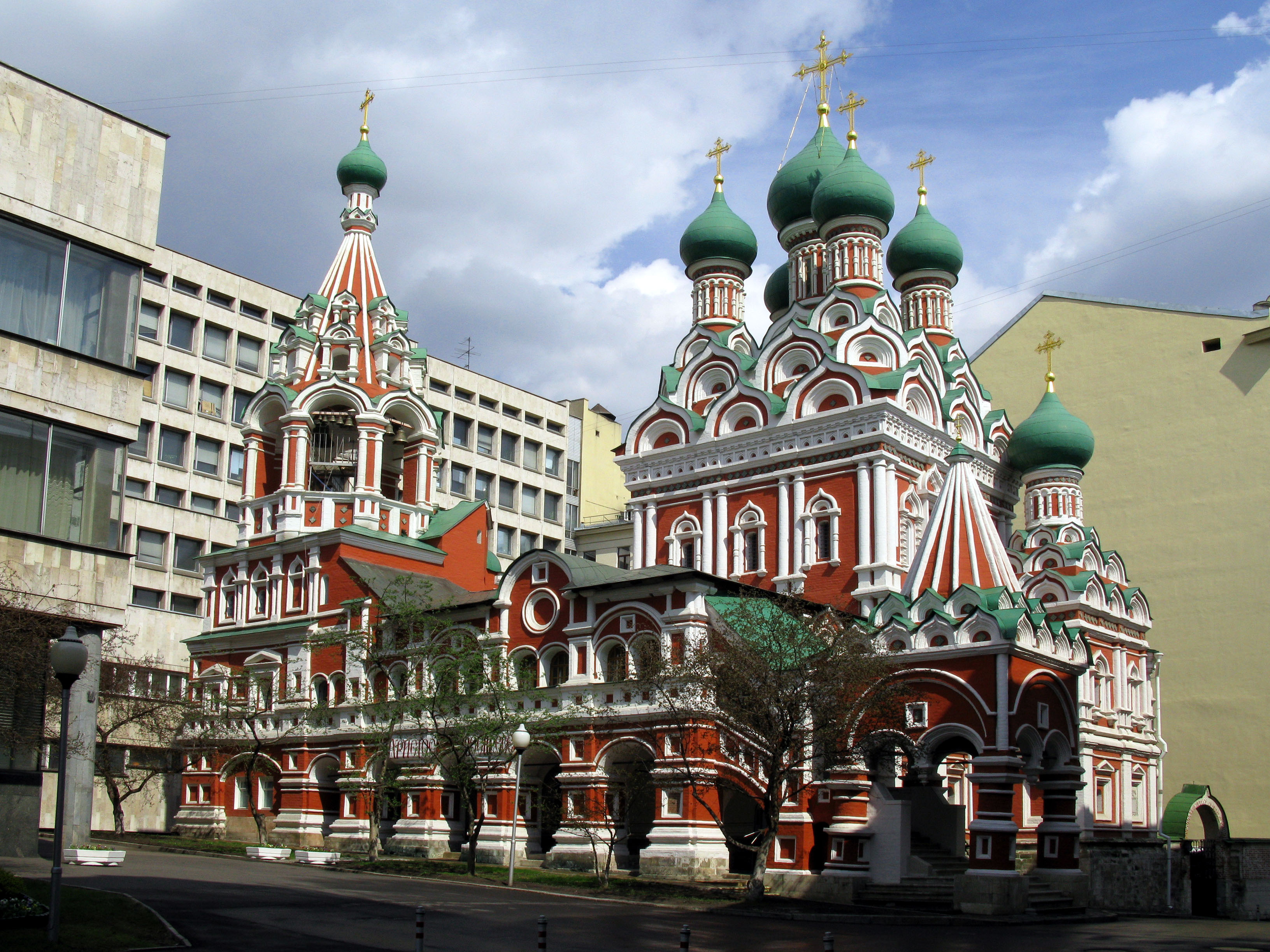
Церква Святої Трійці у Нікітниках, Москва

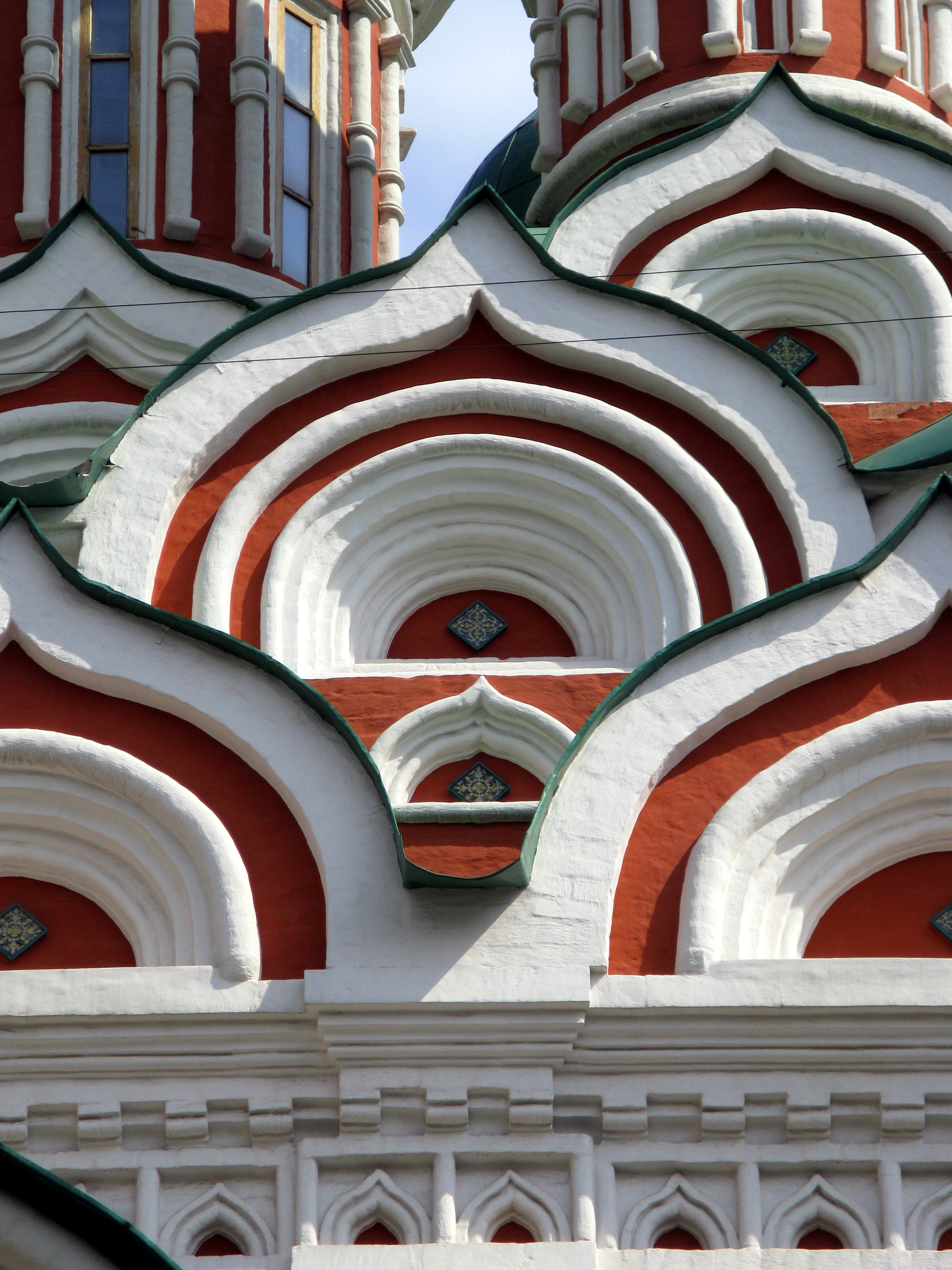
Кокошники церкви Святої Трійці

Коко́шник — напівкруглий або кілеподібний зовнішній декоративний елемент у вигляді несправжньої закомари. Етимологічно термін пов'язаний з назвою традиційного російського жіночого головного убору кокошника.
Кокошники набули поширення в російській церковній архітектурі XVI і, особливо, XVII століття. На відміну від закомар, мають виключно декоративне значення (не відповідають формам склепінь). Розташовуються на стінах, в основах шатер і барабанів бань, вінчають віконні наличники, зменшуються догори ярусами (один над одним або «вперебіжку») покривають склепіння.

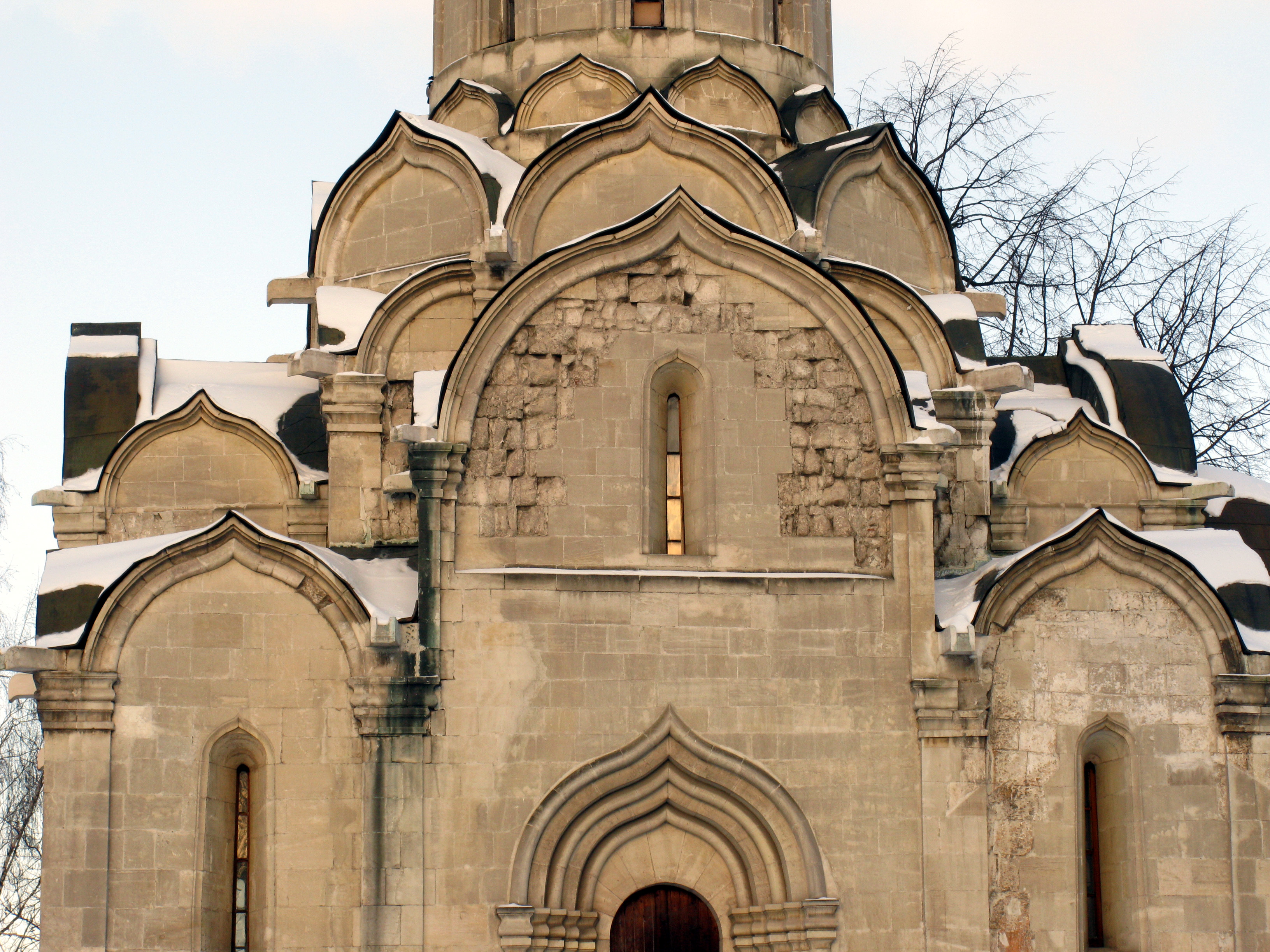
Спаський собор (Андроніків монастир), комбінація кокошників та закомар
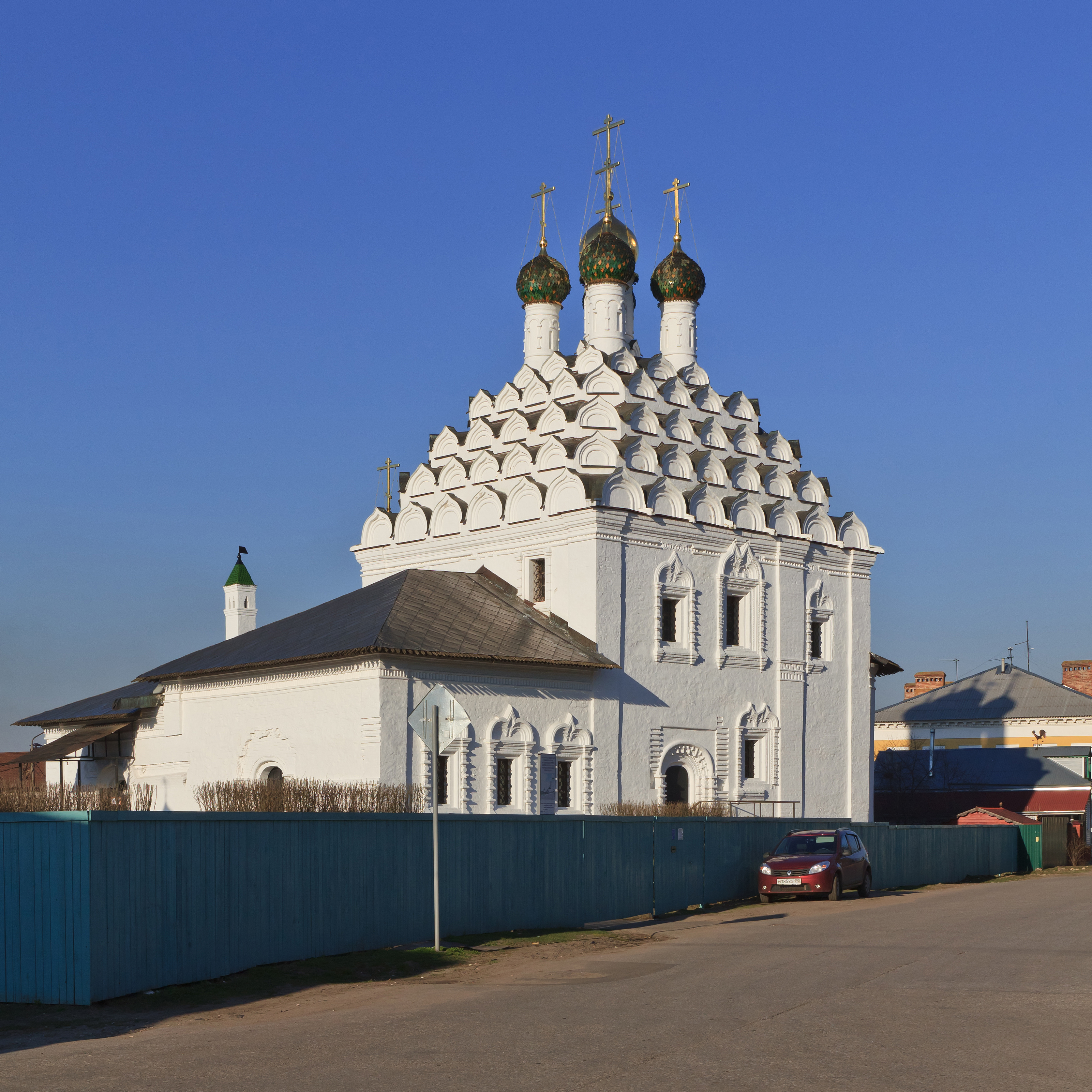
Храм Миколи на Посаді (Коломна) — п'ять ярусів кокошників повністю покривають зводи ззовні
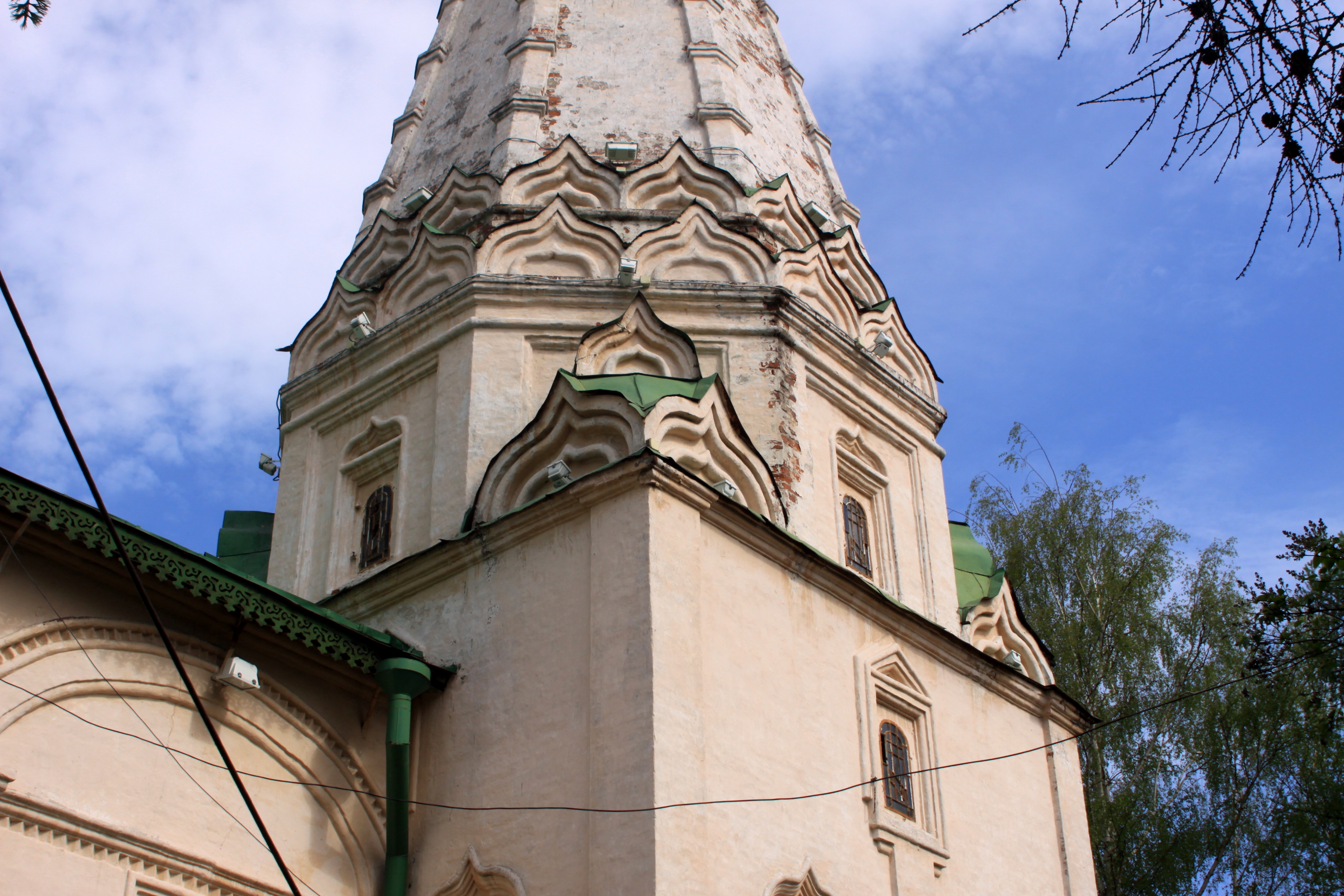
Кілеподібні кокошники церкви Іллі Пророка у Ярославлі
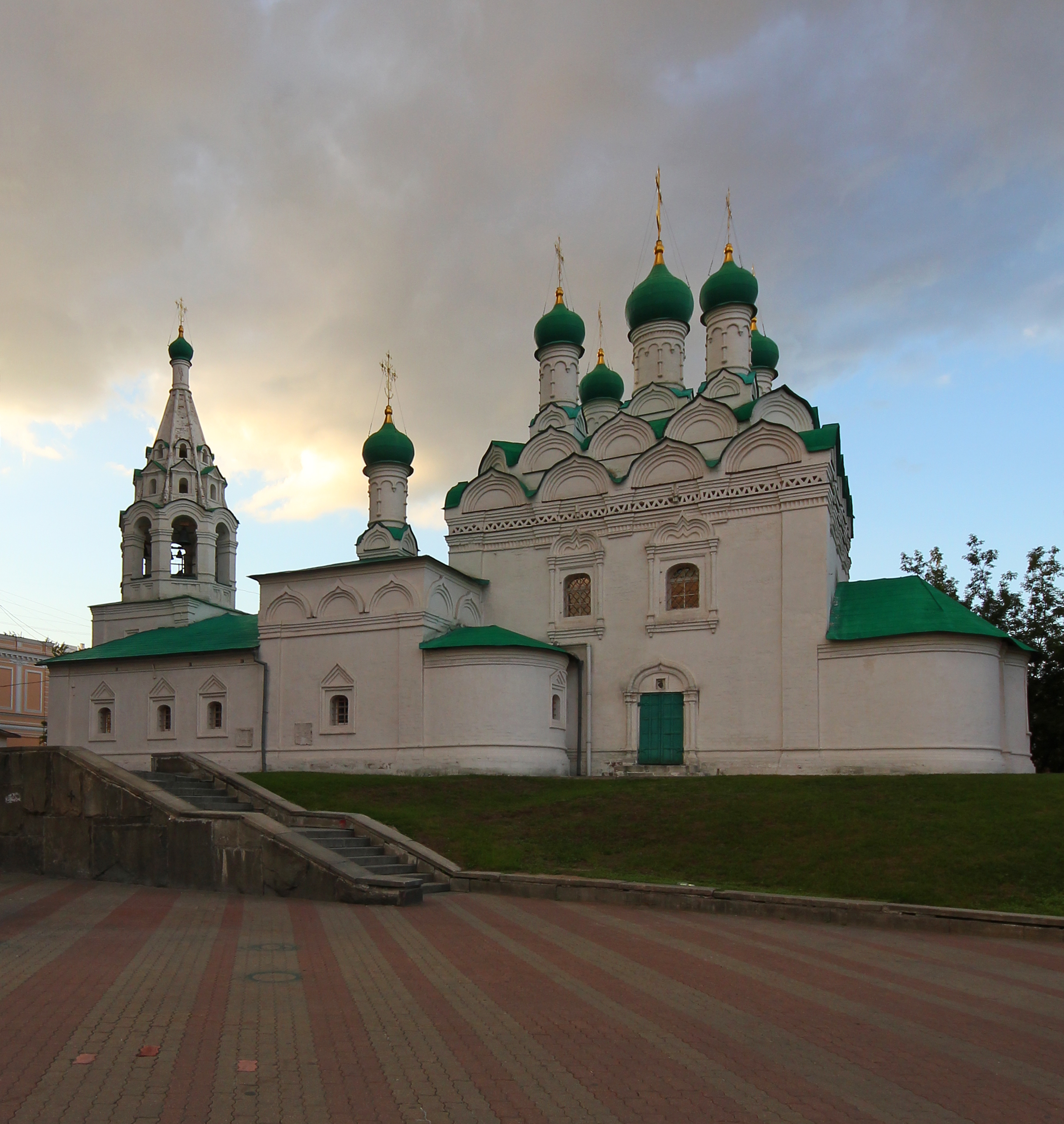
Церква Святого Сімеона Стовпника, Новий Арбат, Москва